# Andrzej Kaliszewski
Andrzej Kaliszewski (n. 1954, Cracovia) este un poet și critic literar polonez. A absolvit facultatea de filologie din cadrul Universității Jagellone. A debutat în 1971, în revista "Życie Literackie" (Viața literară).

## Volume de poezie
- "Popiół" (1976)
- "Galop" (1978)
- "Paszcza" (1985)